# Agela
En Creta se daba el nombre de agelas a las asociaciones de jóvenes que habiendo cumplido dieciséis años no llegaban a los veintiséis. Aquellas reuniones servían de pretexto para empezar a ejercitarlos en la lucha, ya individualmente, ya por grupos, bajo la dirección de un paidónomos, designado entre los miembros del andreion.
A los diecisiete años los miembros de las familias opulentas formaban con sus camaradas de la misma edad un grupo más o menos numeroso, según las simpatías de que gozaba su organizador, que se llamaba agela y los jóvenes que lo formaban ágelastoi o ágelaoi, a cuyo frente figuraba un jefe o agelástes, que era generalmente el padre del iniciador del grupo. Los agelastoi vivían casi siempre juntos, no separándose con frecuencia ni aun por las noches: estaban sometidos a una disciplina muy severa; llevaban los mismos vestidos en verano que en invierno, siendo la frugalidad la norma de su alimentación, costeada por el Estado. En su educación, los ejercicios corporales figuraban en primer lugar, limitándose los estudios literarios a lectura y escritura. En cambio, practicaban con gran asiduidad la caza, las carreras, el pancracio, la esgrima de toda clase de armas, sin desdeñar el pugilato; los jóvenes recalcitrantes o cobardes eran severamente castigados.
Después de diez años de estar en la agela adquirían la plenitud de sus derechos civiles y estaban obligados a casarse para entrar en las asociaciones de ciudadanos (andreia)